# هیدو سوزوکی
هیدو سوزوکی (انگلیسی: Hideo Suzuki؛ زادهٔ ۲۱ اکتبر ۱۹۴۹) ورزشکار هاکی روی یخ اهل ژاپن است. او در مسابقات المپیک زمستانی مردان ۱۹۷۲ شرکت کرد.